# ロスカンヴェル
ロスカンヴェル （Roscanvel、ブルトン語:Roskañvel）は、フランス、ブルターニュ地域圏、フィニステール県のコミューン。人口は少ないが、夏期になると海岸沿いの別荘地にやってくる人々が多いため普段の倍以上になる。ロスカンヴェルは、アルモリカ地域圏自然公園の一部となっている。

## 地理

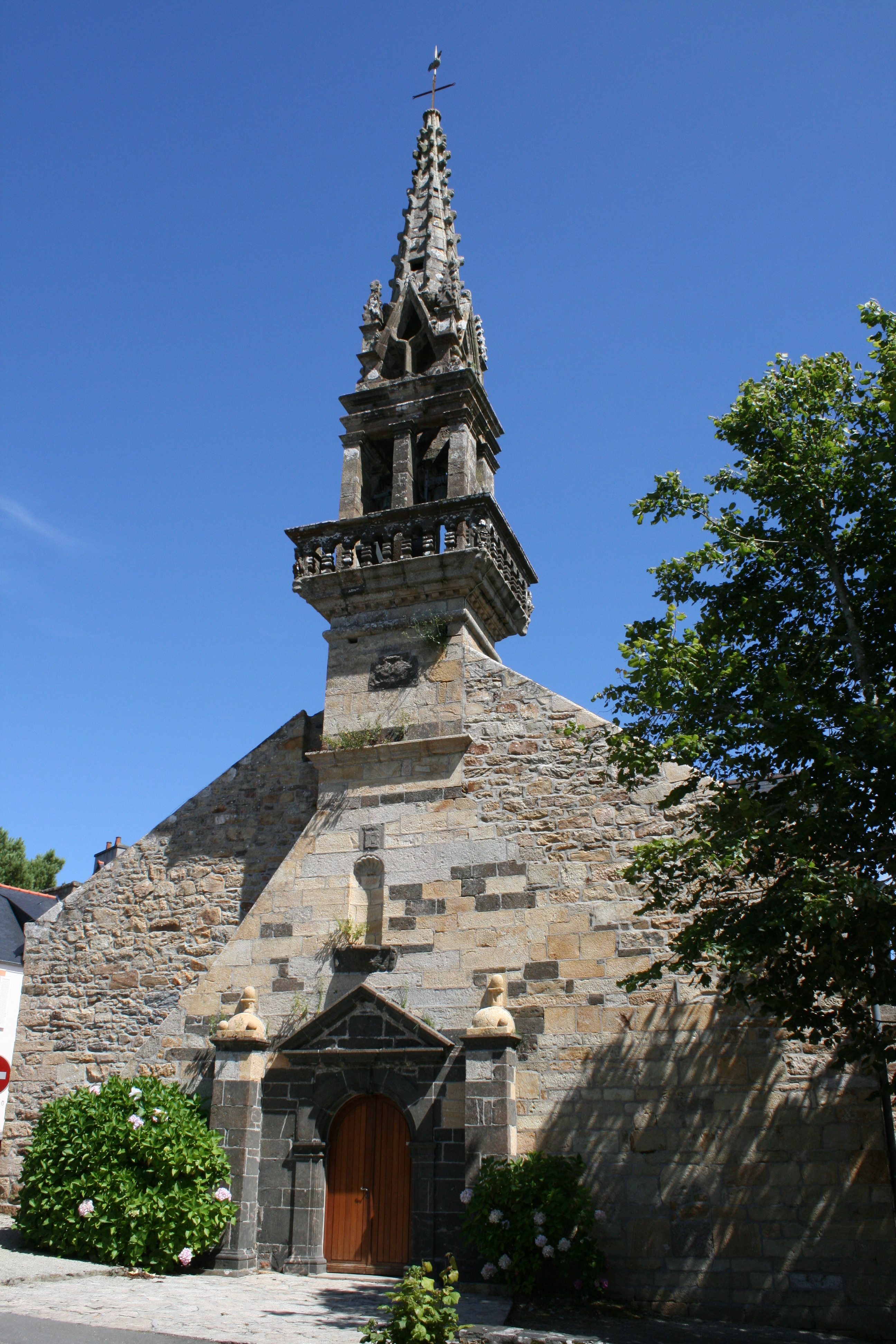
サンテロワ教会

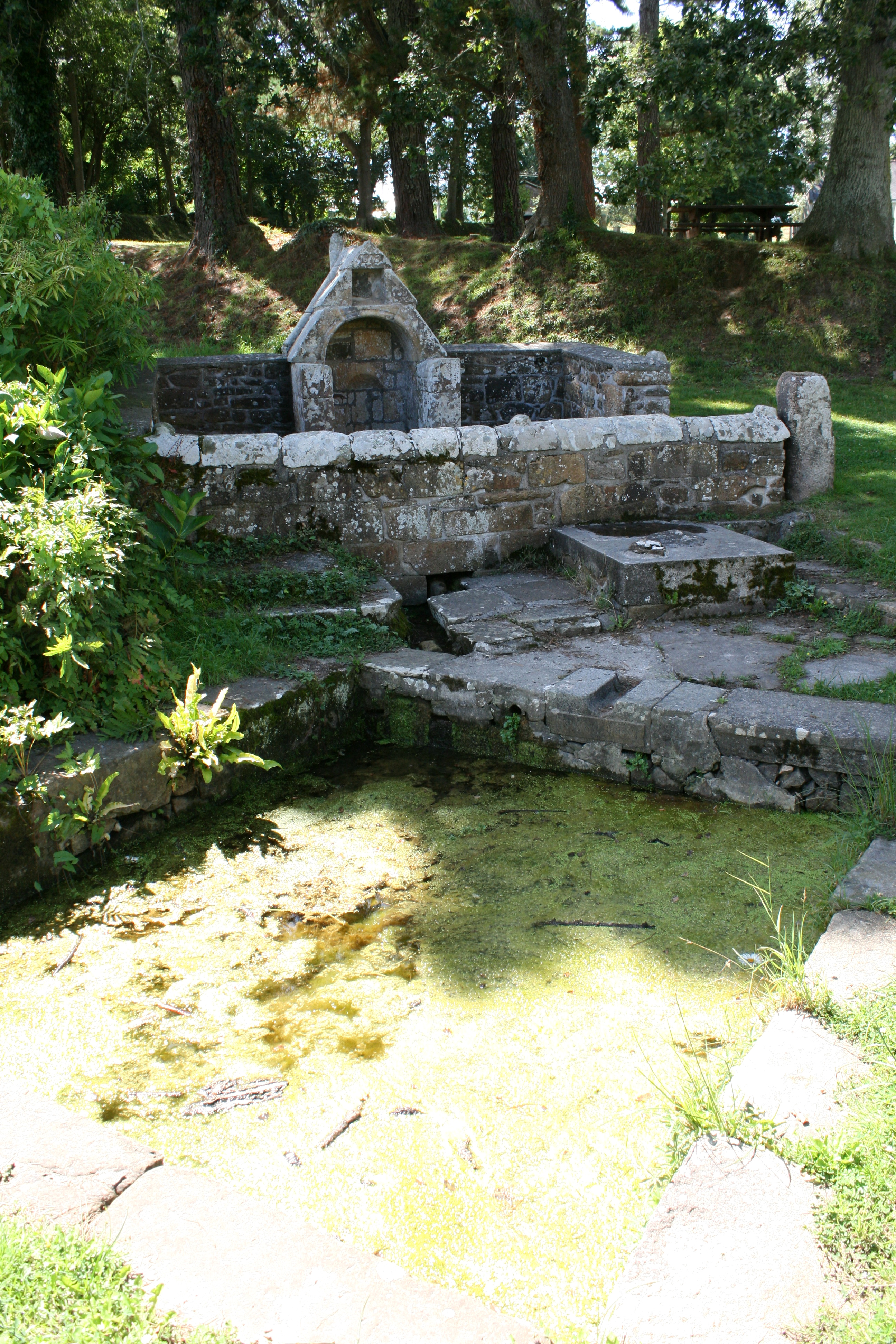
サンテロワの泉。ブルターニュの教会近くには聖人のいわれが伝わる泉が多く残る

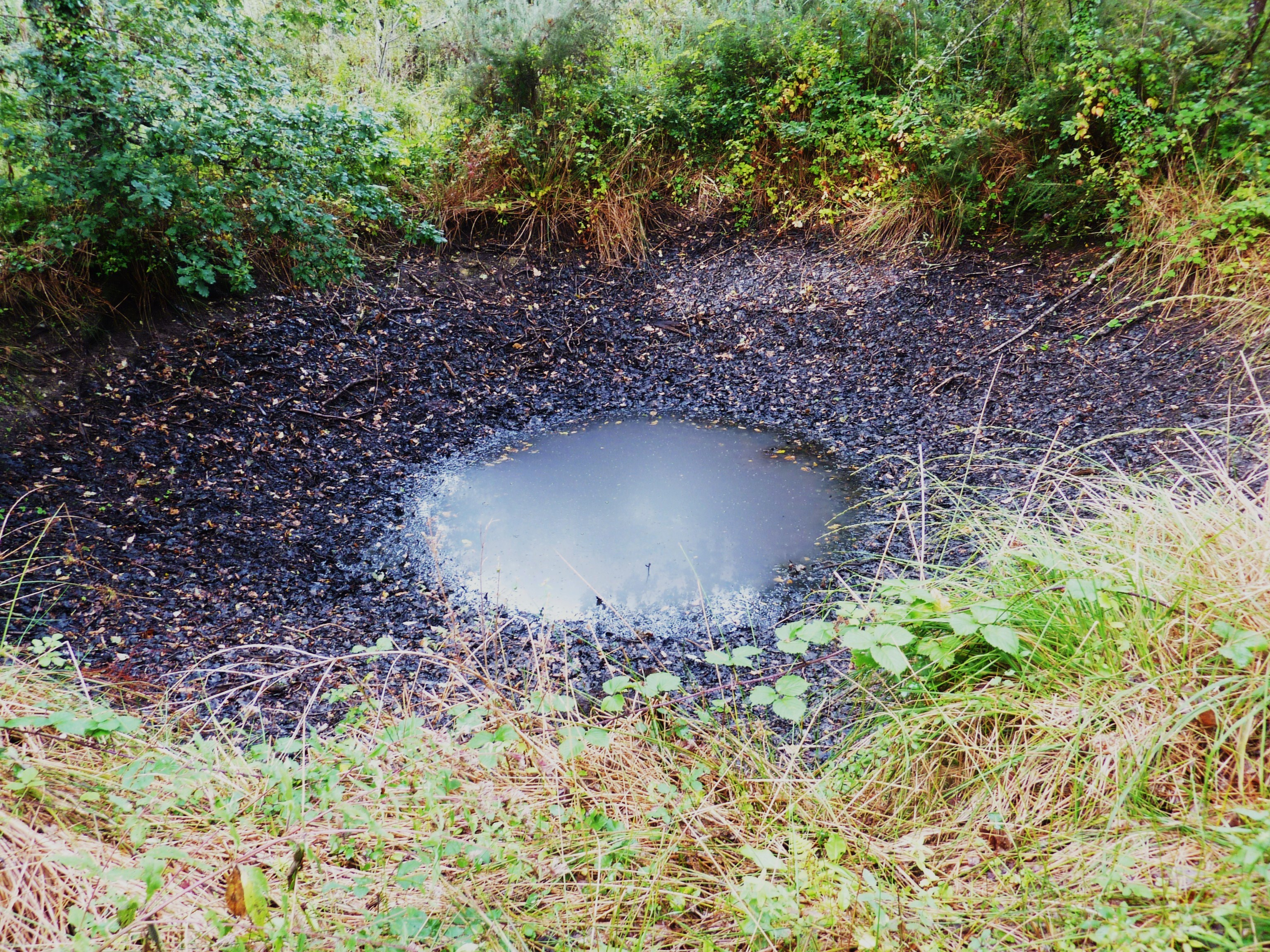
現在も残る、第二次世界大戦時代の爆弾の穴

コミューンは、南北に伸びるロスカンヴェル半島に位置する。ロスカンヴェル半島そのものはさらに大きなクロゾン半島の一部である。コミューンは三方を海に囲まれている。西のイロワーズ海、北のブレスト海峡、東のブレスト停泊地である。そこには自然が創り出した有名な崖や岬があり、ロスカンヴェルを特別な存在にしている。ブレスト海峡に面しており、ブレスト停泊地の入口であるという地理的条件は、ロスカンヴェルが過去から軍事上重要で多様性を持ってきたことを説明している。
ブルターニュ半島の果ての半島であるクロゾン半島、そしてロスカンヴェルがクロゾン半島のさらに半島部であることは、コミューンが長い間孤立してきたことの原因になった。例えばブレストとの往来は、カラスが空を飛ぶように行けば非常に近いのだが、陸路を用いると60km以上の距離になってしまう。フランス海軍が軍内部だけで行う交通を除くと、海上交通はわずかしか存在せず、ロスカンヴェルの町から発するものはない。ロスカンヴェルのル・フレ港は、昔からいくつかの民間海上交通が開かれている。
細長く広がるロスカンヴェルの町は、東向きであるため、優勢な西風から守られており、船の待避所となっている。ロスカンヴェルの微気候は、非常に湿気が少なく非常に風が弱い。現在の住宅地はコミューンの東側に集中している。コミューンの西部と北部は現在完全に人が住んでいない。これは軍が設備を放棄したためで、いまだに新たな建物が建てられない領域となっている。
半島じゅうでいくつかの相違が散見するが、こうした軍の建物が放棄されたのは第二次世界大戦中の爆撃で破壊されたからである。現在でも、爆撃によるクレーター状の穴がコミューン内で見られる。
農業が大戦後に再開されると、爆弾で生じた穴は平にならされ、地雷の除去が可能になった。しかしロスカンヴェルでの農業は全く行われなくなった。それは半島の内陸にあるためヒースや低木の茂みしかないからが理由ではない。爆撃を逃れた荒地や昔の農家の住宅は、別荘や退職者の住宅へと変えられていった。

## 由来
ロスカンヴェルの名はブルトン語で2種類の由来を持つ。最初の部分のRosは、誰もがブルトン語のRoz（丘、小高い場所）から派生することに同意する。2つの対照的な説がある。
1. -canvelとは人名Kadmaelから派生する（kadは戦い、maelは公）。kadmaelの名は11世紀のランデヴェネック修道院の特許状台帳にて記されている（この時はラテン語名のCatamugli）。
2. ブルトン語のkant（1000）とavel（風）から派生している。すなわち1000の風の丘となる。

ロスカンヴェルは、古くはプルグロゾン教区の一部だった。プルグロゾンとは現在のクロゾンである。5世紀、ロスカンヴェルの地を支配していたのはブルトン人の首領Catmaëlであった。この土地はランデヴェネック修道院へ割譲された。その後1173年、ロスカンヴェル（Roscoatmaëlの砂丘地）はダウラス修道院においてレオン伯爵に継承された。ロスカンヴェル教区はかつてコルヌアイユ司教区に属していたこともある。
1050年代にはRoscatmagli、1173年と1218年、1535年にはRoscanvelと記されていた。
コミューンのラテン語のモットー、Par Rosaとは、ブルトン語の地名Rozkañvelと『バラのように』を意味する言葉Roz heñvelが似ていることで、言葉遊びによって生じたものである。

## 人口統計
| 1962年 | 1968年 | 1975年 | 1982年 | 1990年 | 1999年 | 2006年 | 2010年 |
| ------ | ------ | ------ | ------ | ------ | ------ | ------ | ------ |
| 629    | 613    | 574    | 697    | 740    | 787    | 1036   | 909    |

参照元:1999年までEHESS、2000年以降INSEE

## 軍事遺産
以下の建築物は軍用地にあり、フランス国防省が所有している。許可なしに入ることはできない。
- カピュサン島の要塞
- フラテルニテ島の要塞
- ディアブル島の要塞
- エスパニョール岬の砦
- モール島の火薬庫
- コルヌアイユ砲台

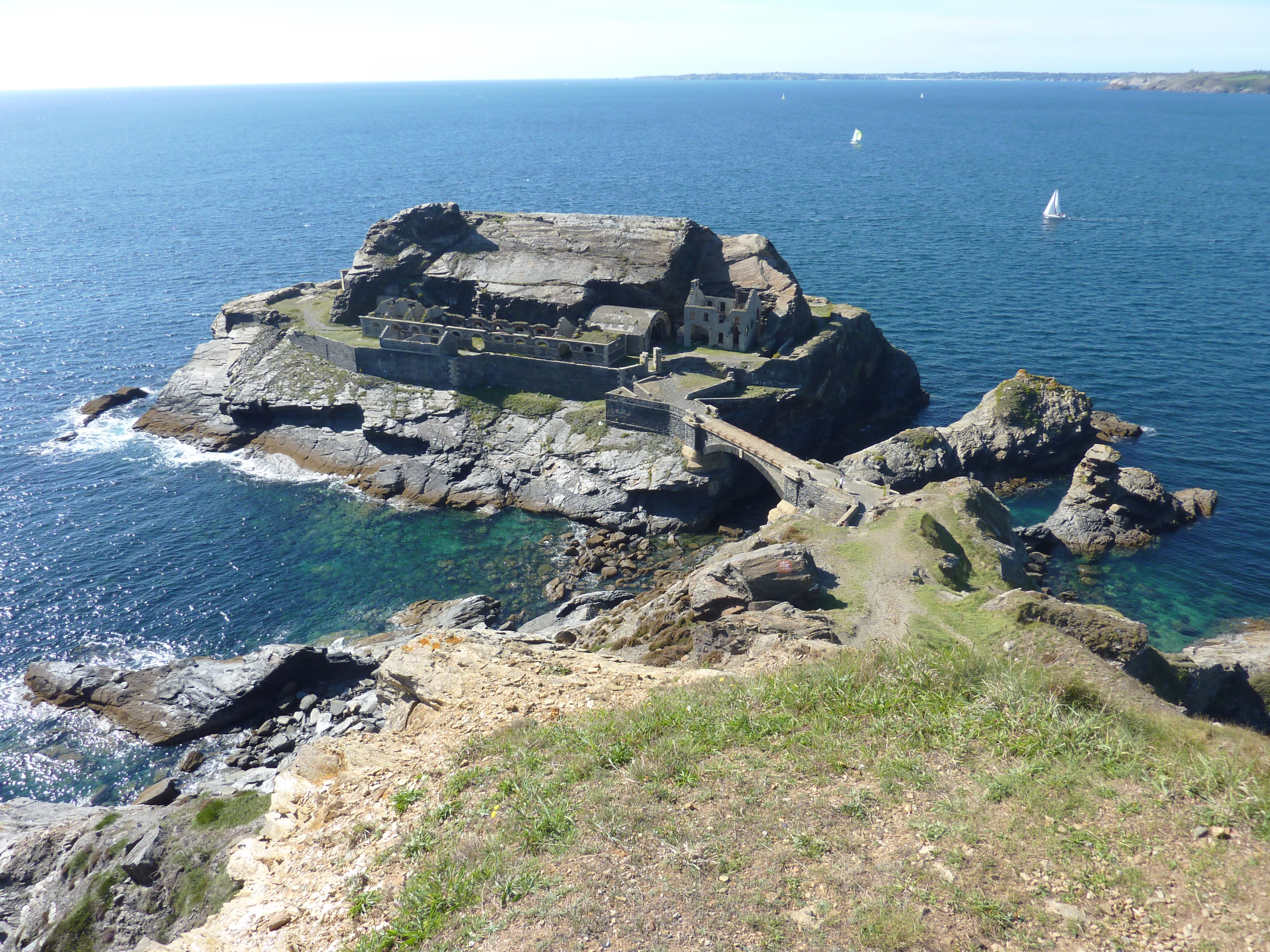
カピュサン島
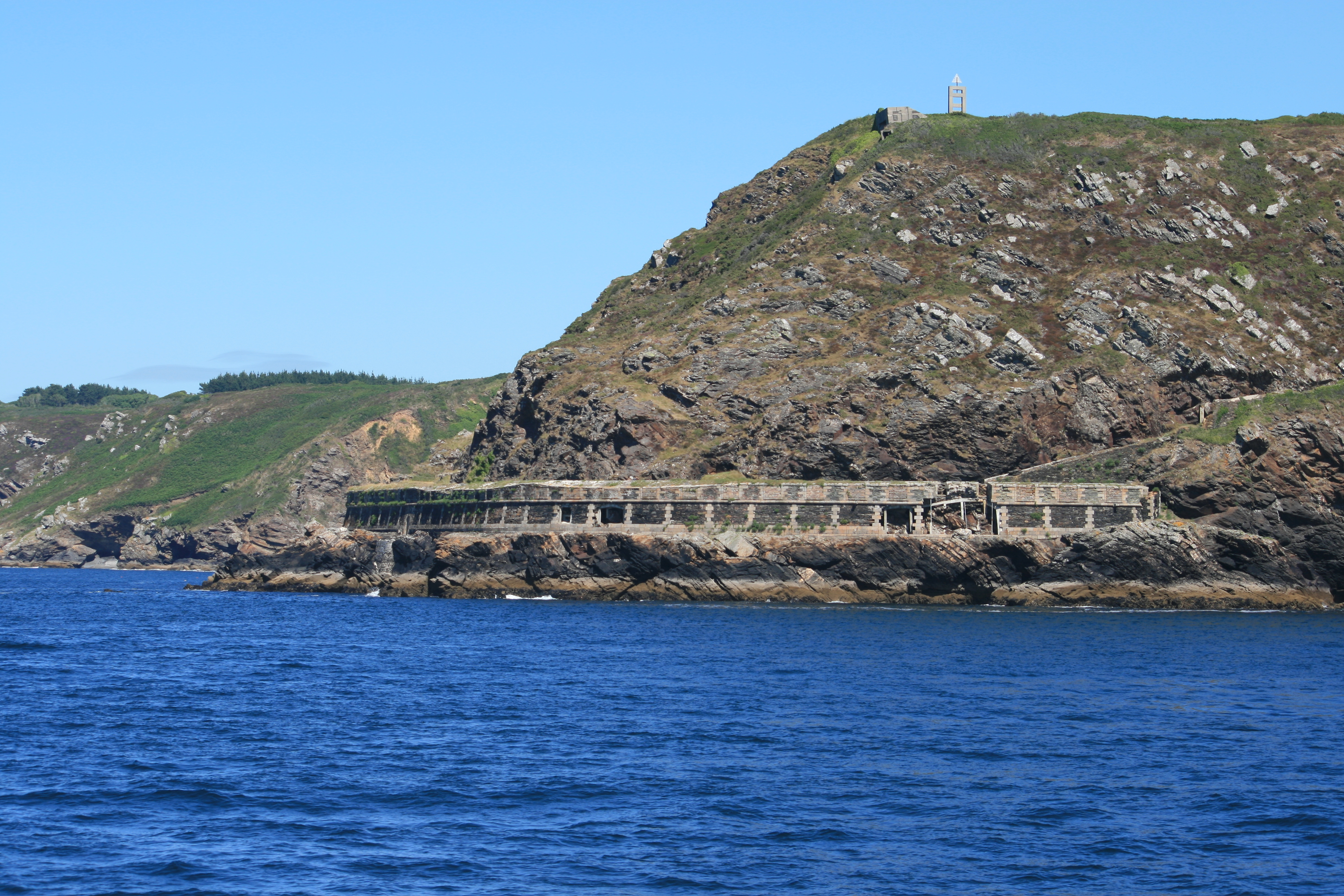
コルヌアイユ岬の砲台
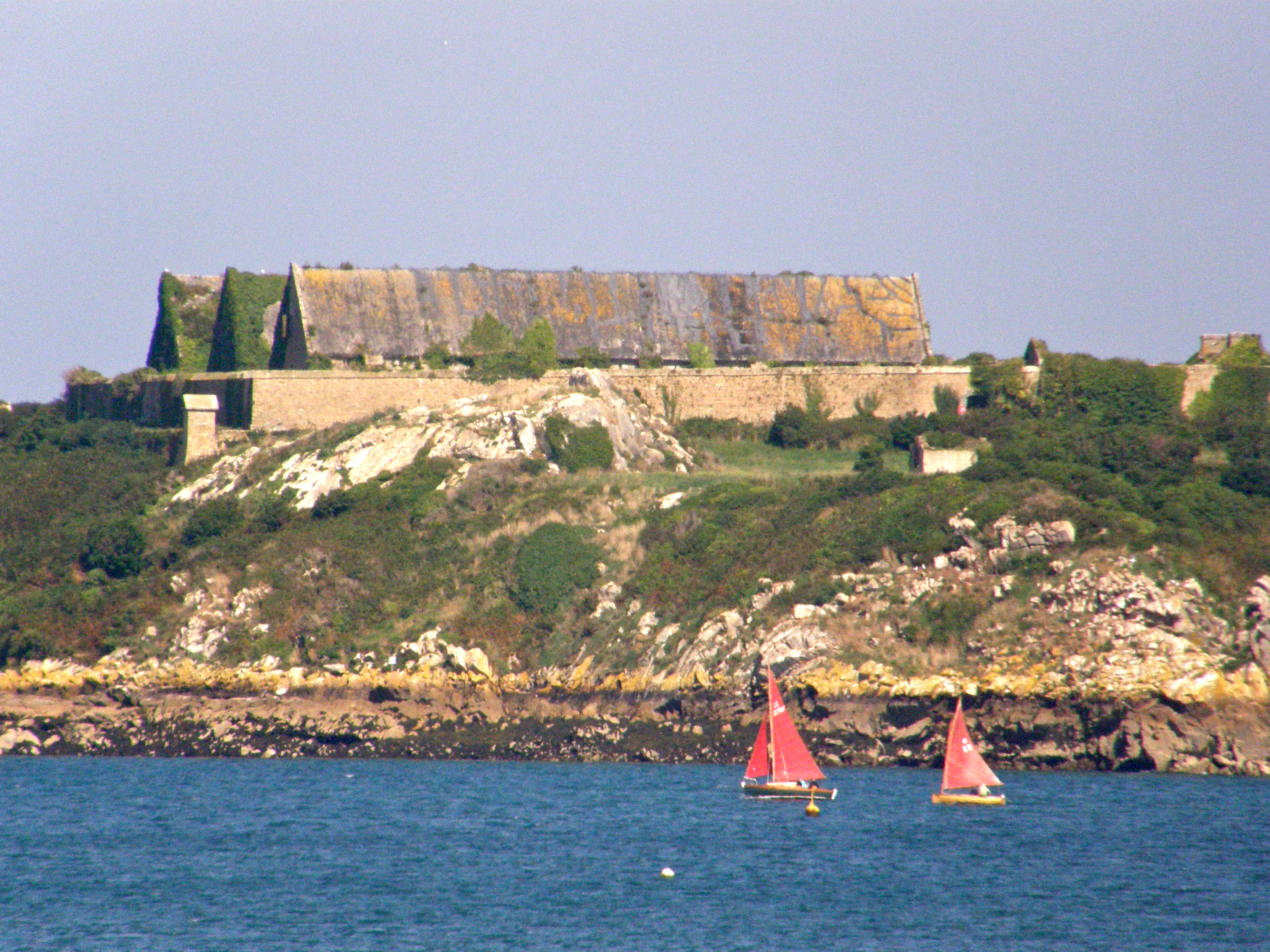
モール島の旧火薬庫
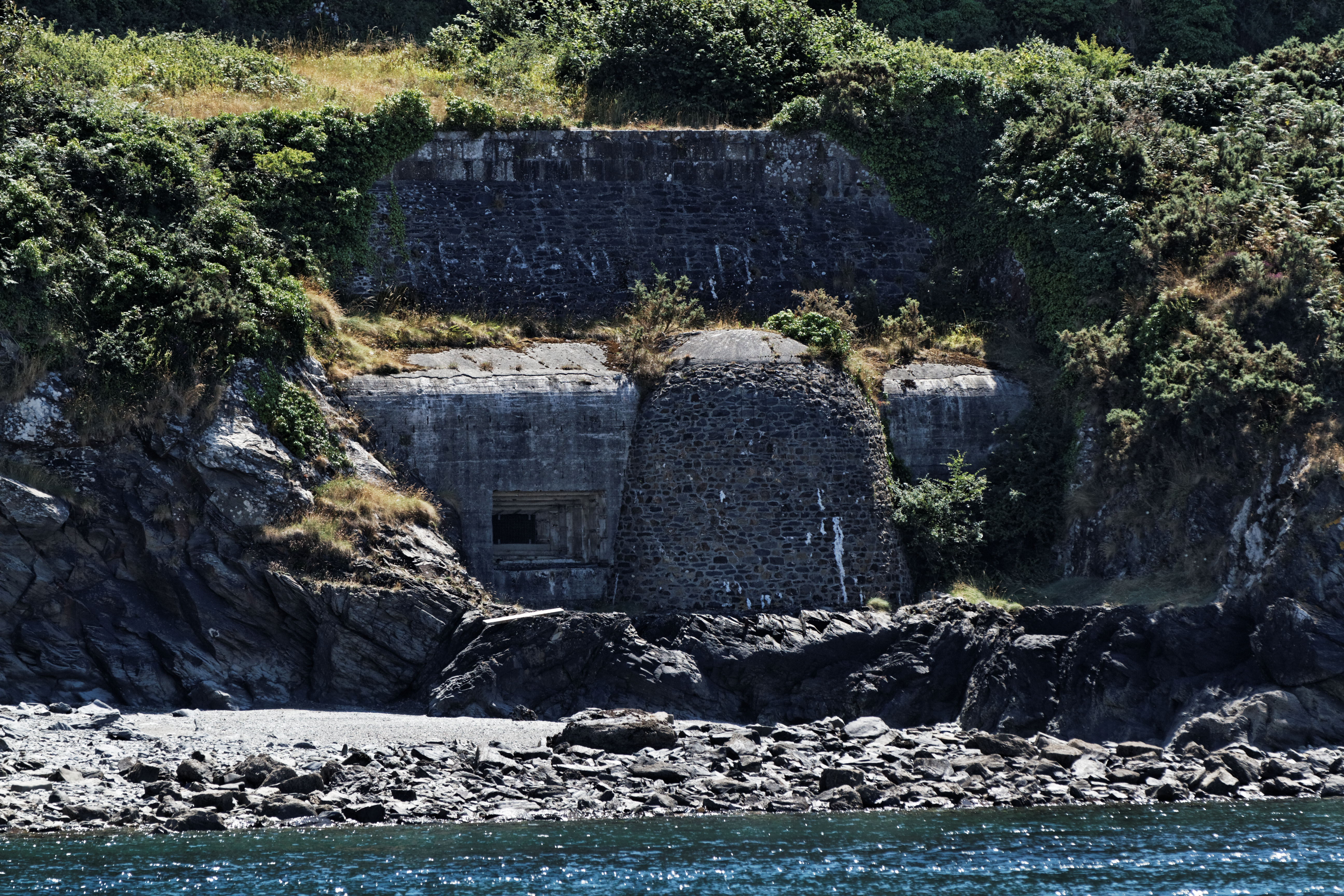
大戦中にドイツ軍が築いた大西洋の壁跡

## 出身者・ゆかりのある人物
- サン＝ポル＝ルー - プロヴァンス詩人・象徴主義詩人。1898年7月に藁葺き農家を購入して妻とともにパリからこの地に移り住み、1905年まで滞在。娘のディヴィーヌが生まれた。この後、カマレ＝シュル＝メールに越した[5]。